# Чемпіонат Польщі з хокею 1992—1993
Чемпіонат Польщі з хокею 1993 — 58-ий чемпіонат Польщі з хокею, чемпіоном став клуб Подгале (Новий Тарг).

## Попередній раунд
| М   | Команда               | І  | В  | Н | П  | Ш      | О  |
| --- | --------------------- | -- | -- | - | -- | ------ | -- |
| 1.  | Унія (Освенцім)       | 18 | 15 | 2 | 1  | 130:43 | 32 |
| 2.  | Полонія Битом         | 18 | 12 | 3 | 3  | 80:40  | 27 |
| 3.  | Подгале (Новий Тарг)  | 18 | 12 | 2 | 4  | 97:42  | 26 |
| 4.  | Напшуд Янув           | 18 | 12 | 0 | 6  | 80:58  | 24 |
| 5.  | ГКС Катовіце          | 18 | 9  | 1 | 8  | 77:74  | 19 |
| 6.  | КХ Сянок              | 18 | 9  | 0 | 9  | 52:58  | 18 |
| 7.  | ГКС Тихи              | 18 | 8  | 1 | 9  | 60:56  | 17 |
| 8.  | «Товімор» (Торунь)    | 18 | 5  | 0 | 13 | 61:86  | 10 |
| 9.  | Краковія Краків       | 18 | 3  | 1 | 14 | 43:106 | 7  |
| 10. | Сточньовець (Гданськ) | 18 | 0  | 0 | 18 | 27:144 | 0  |

Скорочення: М = підсумкове місце, І = ігри, В = перемоги, Н = нічиї, П = поразки, Ш = закинуті та пропущені шайби, О = набрані очки

## Другий етап

### Фінальний раунд
| М  | Команда              | І  | В  | Н | П  | Ш       | О  |
| -- | -------------------- | -- | -- | - | -- | ------- | -- |
| 1. | Унія (Освенцім)      | 28 | 20 | 4 | 4  | 173:85  | 44 |
| 2. | Подгале (Новий Тарг) | 28 | 19 | 4 | 5  | 148:66  | 42 |
| 3. | Полонія Битом        | 28 | 17 | 5 | 6  | 118:71  | 39 |
| 4. | Напшуд Янув          | 28 | 16 | 3 | 9  | 111:90  | 35 |
| 5. | КХ Сянок             | 28 | 11 | 1 | 16 | 78:96   | 23 |
| 6. | ГКС Катовіце         | 28 | 10 | 3 | 15 | 107:126 | 23 |

Скорочення: М = підсумкове місце, І = ігри, В = перемоги, Н = нічиї, П = поразки, Ш = закинуті та пропущені шайби, О = набрані очки

### Кваліфікаційний раунд
| М   | Команда               | І  | В  | Н | П  | Ш      | О  |
| --- | --------------------- | -- | -- | - | -- | ------ | -- |
| 7.  | ГКС Тихи              | 24 | 10 | 4 | 10 | 86:75  | 24 |
| 8.  | «Товімор» (Торунь)    | 24 | 8  | 1 | 15 | 83:104 | 17 |
| 9.  | Краковія Краків       | 24 | 8  | 1 | 15 | 76:122 | 17 |
| 10. | Сточньовець (Гданськ) | 24 | 0  | 0 | 24 | 37:184 | 0  |

Скорочення: М = підсумкове місце, І = ігри, В = перемоги, Н = нічиї, П = поразки, Ш = закинуті та пропущені шайби, О = набрані очки

## Плей-оф

### Чвертьфінали
- Полонія Битом — ГКС Катовіце 2:1 (6:3, 2:3, 4:2)
- Унія (Освенцім) — «Товімор» (Торунь) 2:1 (6:3, 7:8, 13:2)
- Напшуд Янув — КХ Сянок 2:0 (4:2, 2:1)
- Подгале (Новий Тарг) — ГКС Тихи 2:1 (3:0, 2:5, 8:2)

### Півфінали
- Унія (Освенцім) — Напшуд Янув 3:0 (13:2, 6:2, 9:5)
- Подгале (Новий Тарг) — Полонія Битом 3:0 (5:1, 3:1, 9:1)

### Матч за 3 місце
- Полонія Битом — Напшуд Янув 3:0 (4:1, 4:1, 5:4)

### Фінал
- Унія (Освенцім) — Подгале (Новий Тарг) 2:3 (2:1, 1:2, 4:3, 0:5, 0:10)

## Найкращий гравець
Найкращим гравцем був визнаний Вальдемар Клісяк Унія (Освенцім).

## Кваліфікаційні матчі
- Сточньовець (Гданськ) — Сосновець 2:2, 3:2